# Iglesia de Nuestra Señora del Sagrario (Garcinarro)
La iglesia de Nuestra Señora del Sagrario es un edificio de la localidad española de Garcinarro, en la provincia de Cuenca.

## Descripción

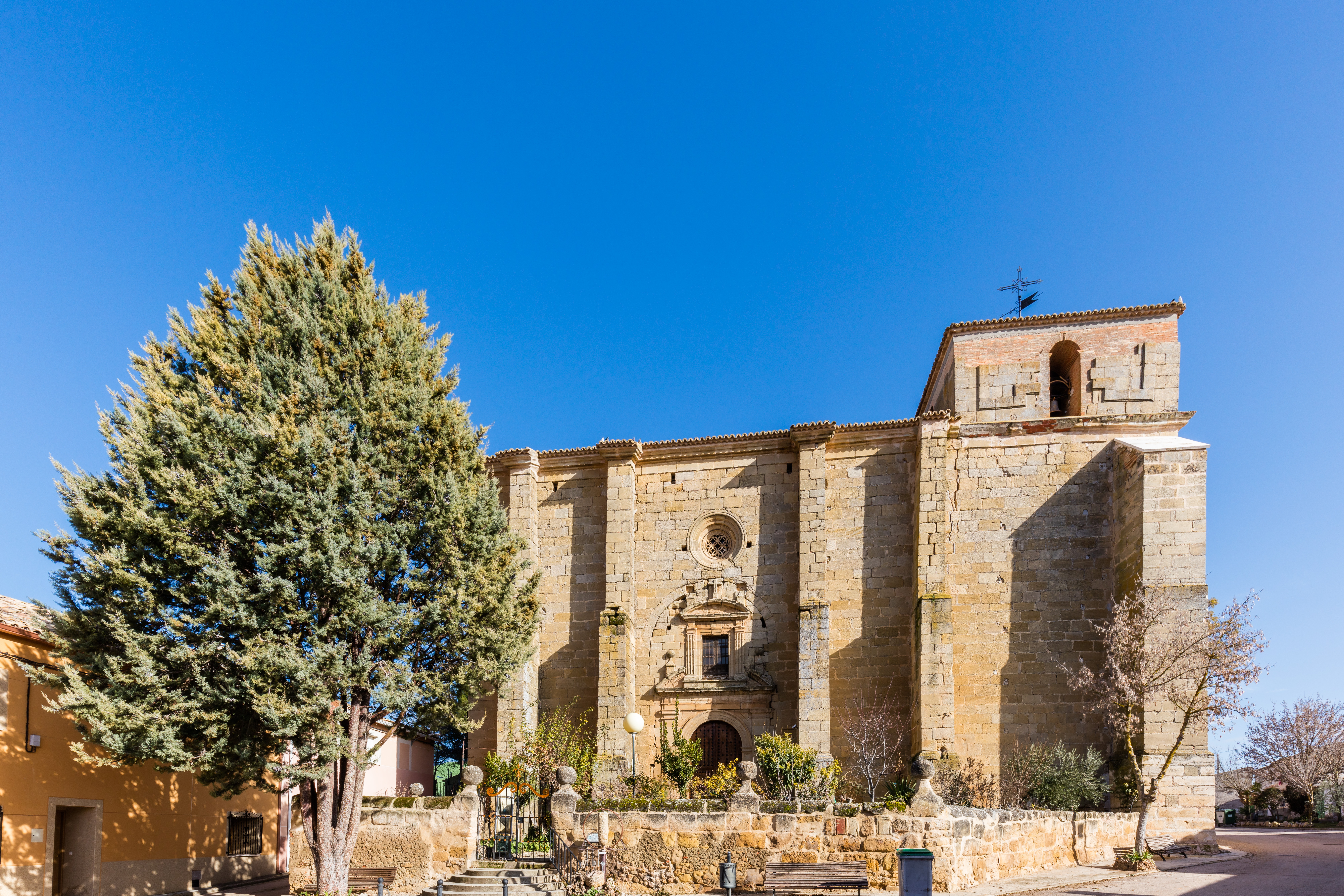
Vista del templo

La iglesia de Nuestra Señora del Sagrario está ubicada en la localidad conquense de Garcinarro, perteneciente al término municipal de El Valle de Altomira, en Castilla-La Mancha. De estilo renacentista, su construcción se remonta al siglo XVI.
El inmueble fue declarado monumento histórico-artístico con carácter nacional el 24 de septiembre de 1982, mediante un real decreto publicado el 15 de noviembre de ese mismo año en el Boletín Oficial del Estado, con la rúbrica del rey Juan Carlos I y la ministra de Cultura Soledad Becerril Bustamante.
En la actualidad está catalogado como bien de interés cultural, con la categoría de monumento.